# 乌斯彭卡 (贝雷济夫卡区)
烏斯彭卡是位於烏克蘭西南部的村莊，由敖德萨州贝雷济夫卡区的斯特留科韋市鎮負責管轄。該村始建於1895年，面積0.51平方公里，海拔高度78米，2001年人口7，人口密度每平方公里13.73人。